# Josip Vidmar

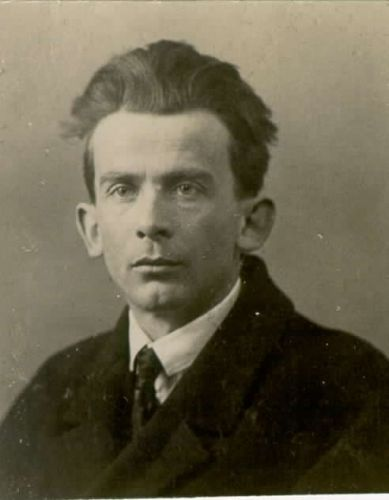
Josip Vidmar

Josip Vidmar (Ljubljana, 14 oktober 1895 – aldaar, 11 april 1992) was een Sloveens politicus en publicist. 
Vidmar staat vooral in de belangstelling vanwege zijn rol in het Sloveense verzet tijdens de Tweede Wereldoorlog. Hij richtte in 1941 het Sloveense Bevrijdingsfront (Sloveens: Osvobodilna fronta) mee op en was tot aan het eind van de oorlog haar voorzitter. Na de oorlog was hij voorzitter van de Joegoslavische federale Kamer van Volkeren (later ook Kamer van Republieken en Provincies genoemd). Van 1945 tot 1953 was Vidmar voorzitter van het Sloveense parlement. 
Sinds 1922 was Vidmar lid van de Vereniging van Sloveense schrijvers en in 1926 richtte hij de schrijversorganisatie PEN in Slovenië mee op. Van 1952 tot 1976 was Josip Vidmar president van de Sloveense Academie van Kunsten en Wetenschappen en hoofd van het onderzoekscentrum van de Academie (1950-1964). Hij vertaalde vanuit het Russisch, Frans, Duits en Tsjechisch naar het Sloveens, veelal theaterstukken.
Josip was de jongere broer van Milan Vidmar.

## Werken (essays)
- Literarne kritike
- Meditacije
- Polemike
- Dnevniki
- Obrazi

- Bibsys: 90379628
- Bibliothèque nationale de France: cb12074388x (data)
- CiNii: DA09824048
- Gemeinsame Normdatei: 11880443X
- International Standard Name Identifier: 0000 0001 0937 949X
- Library of Congress Control Number: n50019662
- Nationale Bibliotheek van Tsjechië: js20020925067
- Nationale bibliotheek van Australië: 35791562
- Nationale en Universitaire bibliotheek Zagreb: 000034747
- Nederlandse Thesaurus van Auteursnamen: 067871038
- Système universitaire de documentation: 029033195
- Virtual International Authority File: 114903193
- WorldCat: E39PBJg4kWcjdR3GJW3CvwXTpP